# Fernando Blanco de Lema
Fernando Blanco de Lema (n. Cee, La Coruña, España, el 18 de octubre de 1796 - m. Cuba, 5 de abril de 1875) fue un filántropo gallego.

## Vida y obra
Tras la muerte de su padre, que era cirujano, cuando contaba con menos de un año de edad, su educación corre a cargo de Fernando Blanco Giance, tío y padrino suyo, además de cura de la parroquia de Mazaricos, al que debe sus sólidas creencias religiosas.
En 1809, durante la Guerra de la Independencia Española, las tropas napoleónicas mataron a su padrino y arrasaron la villa de Cee. Su madre, viuda y con cinco hijos, decide enviar a los tres hijos varones al Ferrol y desde allí, con sólo trece años, Fernando Blanco de Lema emprende viaje hacia Cuba.
Su primer trabajo en la isla caribeña fue de dependiente en una tienda de ultramarinos. Con treinta y tres años decide dedicarse al negocio de la ferretería, creando varias tiendas en la isla y siendo este negocio la base de su fortuna. Además de ser poseedor de intereses y acciones en bancos y en compañías de hierro, mantenía estrechas relaciones comerciales con un primo emigrado en Nueva York, el rico empresario Bartolomé Blanco. 
En varias cartas dirigidas a su primo se percibe el perfil humano del filántropo que más tarde se revelaría: hombre afectuoso, preocupado por sus parientes más desfavorecidos, confirmándonos la fortaleza de los lazos que siempre ha mantenido con su localidad natal.
El 2 de abril de 1875, tres días antes de morir, redactó su testamento, en el que ratificaba sus fuertes convicciones religiosas, aseguraba estar soltero y sin hijos, y declaraba estar alojado en casa de Regla da Silva, viuda que lo cuidó con esmero durante la enfermedad que pocos días después acabó con su vida.
En el testamento exponía la voluntad de asignar ciertas cantidades a dos sobrinas de Regla da Silva, a dos ahijados y dos primas que tenía en España sin fortuna. También se vieron favorecidos en el testamento la Real Casa de Beneficencia y Maternidad de La Habana y la Sociedad de Beneficencia de Naturales de Galicia. Finalmente, lo grueso de su fortuna (750.000 pesos en oro) decide emplearlos en la construcción y mantenimiento de un Colegio de Primera y Segunda Enseñanza en su villa natal (Cee). 
Para llevar a cabo esta misión nombra como testamentarios a Juan Álvarez Baldonedo y a Brígido Zavala y como apoderado en España es nombrado el científico lugués Vicente Vázquez Queipo. Todos ellos llevaron a cabo en medio de una disputa periodística y legal, el magno proyecto que determinaría el nacimiento de su propia Fundación.
Sus cenizas están depositadas en la capilla del Colegio que mandara construir.

## Monumento en Cee
El 13 de octubre de 1973 se inauguró, en la entrada principal del IES Fernando Blanco, el monumento dedicado a recordar la figura del filántropo ceense. 

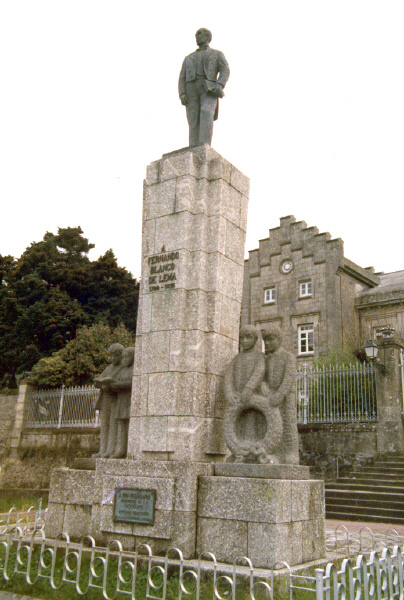
Monumento a Fernando Blanco de Lema, en Cee.

La iniciativa corrió a cargo de la Comisión Gestora Pro-Monumento a Fernando Blanco de Lema, presidida por Juan Sánchez García, en la cual participaron personas de los distintos estamentos sociales y culturales de Cee y comarca.
Esta Comisión Gestora hizo llegar al Patronato de la Fundación, en ese momento formado por José Sánchez García, Antonino Castro García y José Luís Fernández Mosquera, su idea, la cual recibió el visto bueno por parte del citado patronato.

Juan Sánchez García: "Erigir a D. Fernando Blanco de Lema un monumento que, a tenor de su obra trascendente, sea el exponente visible del agradecimiento, cariño y respeto por un hombre que, elevándose de la nada con tesón, supo en su momento álgido, ofrecer generosamente a su pueblo el cuantioso fruto de su trabajo, haciendo a esta villa depositaria y dueña de un legado material y cultural que la honra y valora, no sólo a nivel comarcal, sinó en todo el ámbito regional"
.

Después de una ardua selección de proyectos, con unánime coincidencia de criterios, resulta elegida la propuesta del escultor nicrariense, Andrés Barbazán Ferreira.
El conjunto monumental está constituido por un esbelto pedestal en forma de prisma cuadrangular engarzado a un tronco de cono invertido, con amplio basamento, sobre el que van colocadas dos parejas de figuras alegóricas, esculpidas en granito gris. Sobre el pedestal, de cuerpo entero, la prócer figura de Fernando Blanco, en fundición de bronce, reproducción fiel del famoso cuadro de Federico de Madrazo que se encuentra expuesto en el Museo. En la parte inferior del monumento se puede leer una placa con la inscripción: "A Don Fernando. Promotor de la enseñanza. Eterna gratitud. Octubre 1973".
Para llevar adelante esta iniciativa y las obras de acondicionamento y restructuración de la antigua entrada del Instituto, se contó con fondos logrados por pública suscripción y, con la ayuda incondicional de los organismos afectos: Ayuntamiento, Obras Públicas y Ministerio de Educación y Ciencia.